# جولييت أندرسون
جولييت أندرسون (بالإنجليزية: Juliet Anderson)‏ (اسمها عند الولادة جوديث كار)، وعرفت أيضا باسم العمة بيغ (23 يوليو 1940 – 11 يناير 2010) هي ممثلة إباحية ومنتجة أفلام أميركية راحلة، ومستشارة علاقات ومؤلفة. دخلت أندرسون عالم الإباحية في عمر متقدم نسبيا (في سن 39)، واشتهرت بسرعة ضمن النجوم البارزين في ما سمي بـ «عصر الإباحية الذهبي»، وظهرت في أكثر من سبعين فيلما واشتهرت يشخصية «العمة بيغ»، وهو دور تصور فيه امرأة شبقة جنسيا تحاول الاستمتاع بالحياة والجنس لأقصى حد. وفي عام 1987، بدأت مهنة جديدة كمستشارة علاقات ومعالجة بالتدليك، قبل أن تعود إلى عالم الإباحية في منتصف التسعينات.

## روابط خارجية
- جولييت أندرسون على موقع IMDb (الإنجليزية)
- جولييت أندرسون على موقع إن إن دي بي (الإنجليزية)
- جولييت أندرسون على موقع قاعدة بيانات الفيلم (الإنجليزية)
- جولييت أندرسون على موقع كينوبويسك (الروسية)